# Cabana Mixta
La Cabana Mixta és una obra de les Borges Blanques (Garrigues) inclosa a l'Inventari del Patrimoni Arquitectònic de Catalunya.

## Descripció
La cabana mixta està constituïda per una cabana de volta i una altra a un vessant, d'aquí li ve el seu nom. La primera està feta a base de pedres irregulars, disposades en forma decreixent segons la seva mida. La coberta és també de pedra i les juntes tapades amb fang. A la façana hi ha una obertura d'entrada, de formes irregulars, no té llinda i avui les seves pedres estan molt malmeses. A l'interior hi ha una lar de foc, una taula de pedra i un armari. Aquesta cabana es comunica amb la segona a través d'una porta i una finestra.
La cabana de vessant està feta a base de pedres també irregulars. Les cantonades s'han reforçat i la coberta és de teules. L'interior té un doble espai, a baix una pica i la menjadora pels animals; i a la part superior, la pallissa. Aquesta s'hi accedeix per una petita cantonada i s'utilitzava com a dormitori ocasional. El llit està fet amb un forjat de canyissos, bigues de fusta, maons i encofrat. És ja quelcom més elaborat per a poder-s'hi estar temporades més llargues.